# Gaslighting

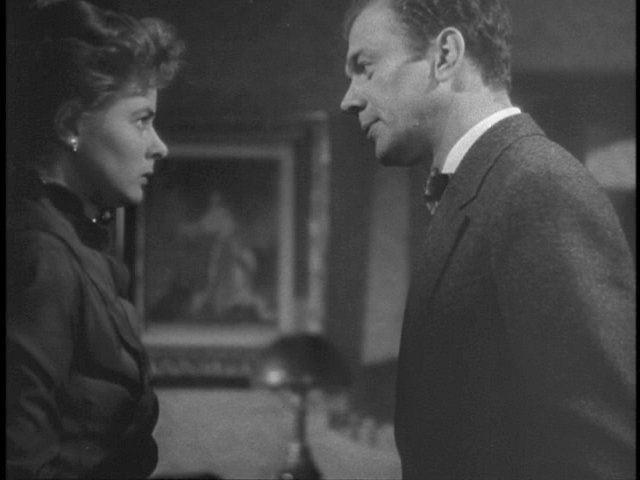
Ingrid Bergman w filmie Gaslight z 1944 roku

Gaslighting – forma psychologicznej manipulacji, w której osoba lub grupa osób umyślnie tworzy w osądzie ofiary wątpliwości wobec własnej pamięci czy percepcji, często wywołując u niej dysonans poznawczy i inne stany, takie jak niskie poczucie własnej wartości.

## Charakterystyka
Za pomocą zaprzeczania, kłamania, wprowadzania w błąd, sprzeczności i dezinformacji gaslighter próbuje zdestabilizować psychicznie ofiarę i podważyć jej przekonania. Służy temu szeroki wachlarz zachowań: od zaprzeczenia przez sprawcę, że doszło do poprzednich nadużyć, aż po inscenizację dziwnych wydarzeń przez sprawcę z zamiarem dezorientacji ofiary.
Gaslightingu najczęściej używają niewierni partnerzy - osoby pragnące zmusić innych do uznania własnej wersji wydarzeń, rodzice względem dzieci czy osoby z zaburzeniami osobowości (psychopatycznymi, narcystycznymi oraz borderline). Psycholog, prof. Samuel Waknin opisał ten rodzaj zachowania w latach 90. XX wieku jako rdzeń funkcjonowania osób zaburzonych z wiązki B, czyli zaburzeń dramatyczno-niekonsekwentnych oraz przejaw przemocy.

## Sposoby manipulacji
Do głównych sposobów manipulowania ludźmi w gaslightingu należą:
- ignorowanie (m.in. sposobu myślenia czy prób nawiązania rzeczowego kontaktu),
- odmawianie (prawa do wypowiedzi, refleksji, przemyśleń, jako nieuzasadnionego merytorycznie),
- przekierowywanie uwagi oraz zmienianie tematów gdy ofiara pragnie wskazać na elementy krzywdzące,
- kontrargumentacja (kwestionowanie logicznego myślenia i pamięci u ofiary, zaprzeczanie działaniom własnym),
- dyskredytacja (oskarżenia o mylenie, zmyślanie, czy wręcz próbę odwrotnej dyskredytacji),
- oskarżanie (o brak czystych intencji, chęć zaszkodzenia, zemstę)[3].

## Pochodzenie terminu
Termin powstał po premierze amerykańskiego dramatu psychologicznego w reżyserii Georga Cukora z 1944 roku Gaslight (w Polsce znany jako "Gasnący płomień"), w którym główny bohater próbuje roztoczyć nad niedawno poślubioną żoną (Ingrid Bergman w roli oscarowej) kontrolę poprzez wmawianie jej czynów i stanów, które są sprzeczne z rzeczywistością. Aby zatrzeć ślady swoich występków, a następnie obwinić o nie żonę bohater filmu podaje w wątpliwość pamięć, percepcję i stan psychiczny żony, co doprowadza ją na krawędź szaleństwa.
Wbrew wyjaśnieniom powtarzanym w popularnej literaturze i artykułach, w filmie "Gaslight" nie ma wątku manipulowania przez bohatera światłem domowych lamp gazowych (gaszenia, zapalania itp.) przy jednoczesnym wmawianiu żonie, ze widzi ona co innego. Manipulacja i kłamstwa przedstawione w filmie dotyczą innych spraw – znikania przedmiotów, wmawiania nerwicy itd., ale nie świateł z lamp. Światła lamp domowych przygasają, gdy bohater potajemnie korzysta z dodatkowego oświetlenia w innej części domu, w czasie gdy nie powinno go tam być. Oprócz tego wątku, tytuł "Gaslight" (światło lamp gazowych) jednak nawiązuje do pojawiających się przez cały film w różnych scenach świateł lamp gazowych (na ulicy, w pomieszczeniach, w domu), charakterystycznych dla epoki wiktoriańskiej i tworzących atmosferę filmu.